# 聖闘士星矢戦記
『聖闘士星矢戦記』（セイントセイヤせんき）は、2011年11月23日にバンダイナムコゲームスより発売されたPlayStation 3用ゲームソフト。
車田正美による漫画作品『聖闘士星矢』のアニメ化25周年記念作品として制作されたアクションゲーム。同作のエピソード・聖域十二宮編を舞台にしたストーリーが展開されている。

## 登場キャラクター
暗黒聖闘士、海闘士、オーディーンローブ星矢など、聖域十二宮編に登場しないキャラクター達も登場。
キャラクターボイスはOVA冥界編以降のキャストに準拠。暗黒聖闘士は一新され、設定も異なる。

### 青銅聖闘士
プレイヤーキャラクター。ミッションモードでは中ボスとして登場することがある。
- ペガサス星矢
- 射手座星矢（DLCキャラクター）
- オーディーンローブ星矢（DLCキャラクター）
- ドラゴン紫龍
- キグナス氷河
- アンドロメダ瞬
- フェニックス一輝
- ユニコーン邪武（DLCキャラクター）

### 黄金聖闘士
アイオロスとアイオリアはストーリーモードの専用ステージが用意されている。ストーリーモードの最終ボスはサガ。サガの善人格と悪人格が個別カラー（専用グラフィックがあり）として使用可能。
- 牡羊座ムウ
- 牡牛座アルデバラン
- 双子座???
- 蟹座デスマスク
- 獅子座アイオリア
- 乙女座シャカ
- 天秤座童虎（DLCキャラクター）
- 蠍座ミロ
- 射手座アイオロス
- 山羊座シュラ
- 水瓶座カミュ
- 魚座アフロディーテ
- 双子座サガ

### 白銀聖闘士
魔鈴とシャイナはストーリーモードでも操作可能。
- 鷲星座魔鈴
- 蛇遣い星座シャイナ
- 蜥蜴星座ミスティ

### 暗黒聖闘士
原作では既に倒されたはずの敵キャラクター達。本作は中ボスとして登場、いずれのキャラクターも使用は不可。外見はアニメ版準拠だが、原作やアニメ版に登場する同名の暗黒聖闘士とは別人。さらに3人の白銀聖闘士を模したゲームオリジナルの暗黒聖闘士も登場する。
- 暗黒ペガサス
- 暗黒ドラゴン
- 暗黒キグナス
- 暗黒アンドロメダ
- 暗黒フェニックス
- 暗黒リザド
- 暗黒イーグル
- 暗黒オピュクス

### 海闘士
全員DLCキャラクター。
- 海魔女ソレント
- 海龍カノン

### 冥闘士
DLCキャラクター。 
- ワイバーンラダマンティス

### その他
カシオスは中ボスとして登場。彼以外は、イベントやコンティニュー画面で登場。いずれのキャラクターも使用は不可。
- カシオス
- アテナ城戸沙織
- アーレス教皇
- 貴鬼
- 春麗
- 老師
- パンドラ